# 南ロル語
南ロル語（みなみロルご）はロル語の方言である。西イラン語群に属する。